# SOUNDREP
SOUNDREP er et fælles, IMO-godkendt, svensk-dansk frivilligt skibsrapporterings-system, som overvåger sejlads i Øresund.
SOUNDREP, som er et samarbejde mellem det svenske Sjöfartsverket og det danske Farvandsvæsen, blev oprettet i august 2007 og drives af VTS Øresund fra et VTS-center i Malmø.

## Overvågningsområde
Overvågningsområdet omfattede ved opstart det indre Øresund og blev den 1. september 2011 udvidet til hele Øresund, fra Falsterbo i syd til Kullen i nord.